# Kennedybrücke (Hamburg)

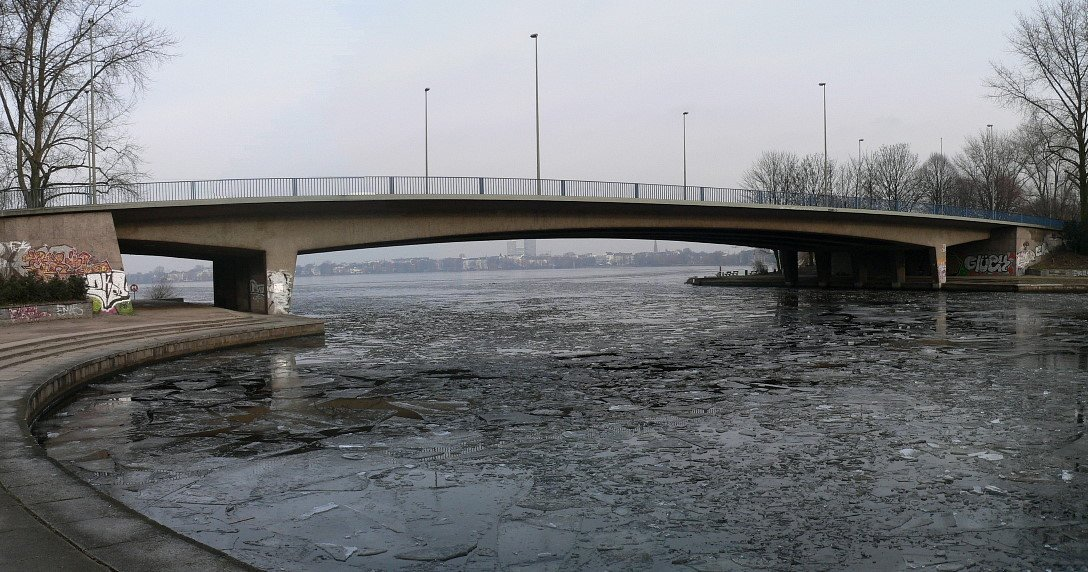
Kennedybrücke

Die Kennedybrücke ist eine Straßenbrücke über die Alster in Hamburg, die parallel zur Lombardsbrücke verläuft.

## Geschichte
Weil die Lombardsbrücke den gestiegenen Straßenverkehr nicht mehr bewältigen konnte, wurde 1953 die Neue Lombardsbrücke nördlich der alten Konstruktion erbaut. Der Entwurf stammte von Bernhard Hermkes, die Brücke hat eine Hauptspannweite von 94 m. Die Brücke wurde am 30. April 1953 nach einer Bauzeit von elfeinhalb Monaten in Anwesenheit von Theodor Heuss eingeweiht. Die goldene Schere vom Durchschneiden des Bandes zur Verkehrsübergabe befindet sich in der Sammlung des Museums für Hamburgische Geschichte und wurde im Jahr 1953 von der Firma Wilhelm Weber Inh. Günter Mainz Hamburg anlässlich der Einweihung der Neuen Lombardsbrücke gestiftet.
Nur drei Tage nach dem Attentat von Dallas beschloss der Hamburger Senat, die Brücke zu Ehren des ermordeten John F. Kennedy in Kennedybrücke umzubenennen.
Auf der Kennedybrücke ist auf dem nördlichen Gehweg am Ostufer der hier verlaufende 10°-Meridian gekennzeichnet. Südlich der Brücke befindet sich der Tiefbunker Kennedybrücke.
Die Kennedybrücke wurde 2013 täglich von 50.000 Fahrzeugen passiert, davon 4 Prozent Schwerverkehr.